# Kattenstaartfamilie
De kattenstaartfamilie (Lythraceae) is een familie van tweezaadlobbige, kruidachtige planten en bomen. De familie komt wereldwijd voor, met de meeste soorten in de tropen.
Een aantal vertegenwoordigers van deze familie levert kleurstof. De hennastruik (Lawsonia inermis) levert de kleurstof henna. Uit enige  Lafoensia-soorten wordt gele kleurstof gewonnen.
In Nederland komt alleen het geslacht kattenstaart (Lythrum) voor met vijf soorten. In een eigen artikel worden besproken:
- Grote kattenstaart (Lythrum salicaria)
- Granaatappel (Punica granatum)
- Hennastruik (Lawsonia inermis)
- Kleine kattenstaart (Lythrum hyssopifolia)
- Kruipkattenstaart (Lythrum junceum)
- Waterpostelein (Lythrum portula)

In de omschrijving volgens APG II is de familie groter omdat ook de planten zijn ingevoegd die traditioneel de familie Sonneratiaceae vormden. De familie telt dan ruim 600 soorten in 31 geslachten:
- Adenaria, Ammannia, Capuronia, Crenea, Cuphea, Decodon, Diplusodon, Duabanga, Galpinia, Ginoria, Haitia, Heimia, Hionanthera, Koehneria, Lafoensia, Lagerstroemia, Lourtella, Lythrum, Nesaea, Pehria, Pemphis, Physocalymma, Pleurophora, Punica, Rotala, Socotria, Sonneratia, Tetrataxis, Trapa, Woodfordia